# The Orange Box
The Orange Box (Japans: ハーフライフ2 オレンジボックス) is een verzameling computerspellen van de ontwikkelaar Valve Software.
Hij is uitgekomen op de PC, PlayStation 3 en de Xbox 360. De volgende spellen zitten erin:
- Half-Life 2
- Half-Life 2: Episode One
- Half-Life 2: Episode Two
- Team Fortress 2
- Portal

## Ontvangst
| Beoordeeld door      | Jaar | Platform      | Score |
| -------------------- | ---- | ------------- | ----- |
| Game Freaks 365      | 2007 | PlayStation 3 | 100%  |
| games xtreme         | 2007 | Xbox 360      | 95%   |
| Cheat Code Central   | 2007 | Xbox 360      | 94%   |
| VicioJuegos.com      | 2008 | PlayStation 3 | 92%   |
| GameStar (Duitsland) | 2007 | Windows       | 92%   |
| videogamer.com       | 2007 | Xbox 360      | 90%   |
| Gamer.nl             | 2007 | PlayStation 3 | 90%   |
| GameSpot             | 2007 | PlayStation 3 | 90%   |
| Gamigo               | 2008 | PlayStation 3 | 83%   |
| Jeuxvideo.com        | 2007 | Xbox 360      | 80%   |